# Louis de Nameur
Louis de Nameur est un peintre d'histoire français, né à Paris le 23 mars 1627, et mort dans la même ville le 4 octobre 1693.

## Biographie
Dans la notice qui est consacrée à Louis de Nameur lue à l'Académie, on peut lire :

« Louis de Nameur de Paris étoit peintre d'histoire : mais sa mauvaise santé ne lui a pas permis de faire beaucoup d'ouvrages. Celui qu'il donna à l'Académie pour sa réception, en 1665, représente l'histoire du Satire Marsias qu'Apollon fit écorcher pour avoir eu la témérité de défier ce Dieu à qui joueroit le mieux de la flute.
M. de Nameur fut élu adjoint à professeur en 1681 et professeur en 1691. S'étant démis de cette charge deux ans après, il mourut le 4 octobre 1693, âgé de soixante et dix-huit ans. »

— Notice lue à l'Académie le 4 février 1741.
Auguste Jal a écrit qu'il est né le 23 mars 1627, fils de Guillaume de Nameur, maître menuisier, et de Madeleine Hardouin, mariés en 1623, et tenu sur les fonts baptismaux par le maître menuisier Louis Tortebat (†1649) qui était son oncle par son mariage, en 1620, avec Marguerite de Nameur, sœur de Guillaume. Louis Tortebat était l'ami de Simon Vouet et le père de François Tortebat (1616-1690), peintre du roi. Il est donc probable qu'il a fait sa formation de peintre chez Simon Vouet.

## Œuvres

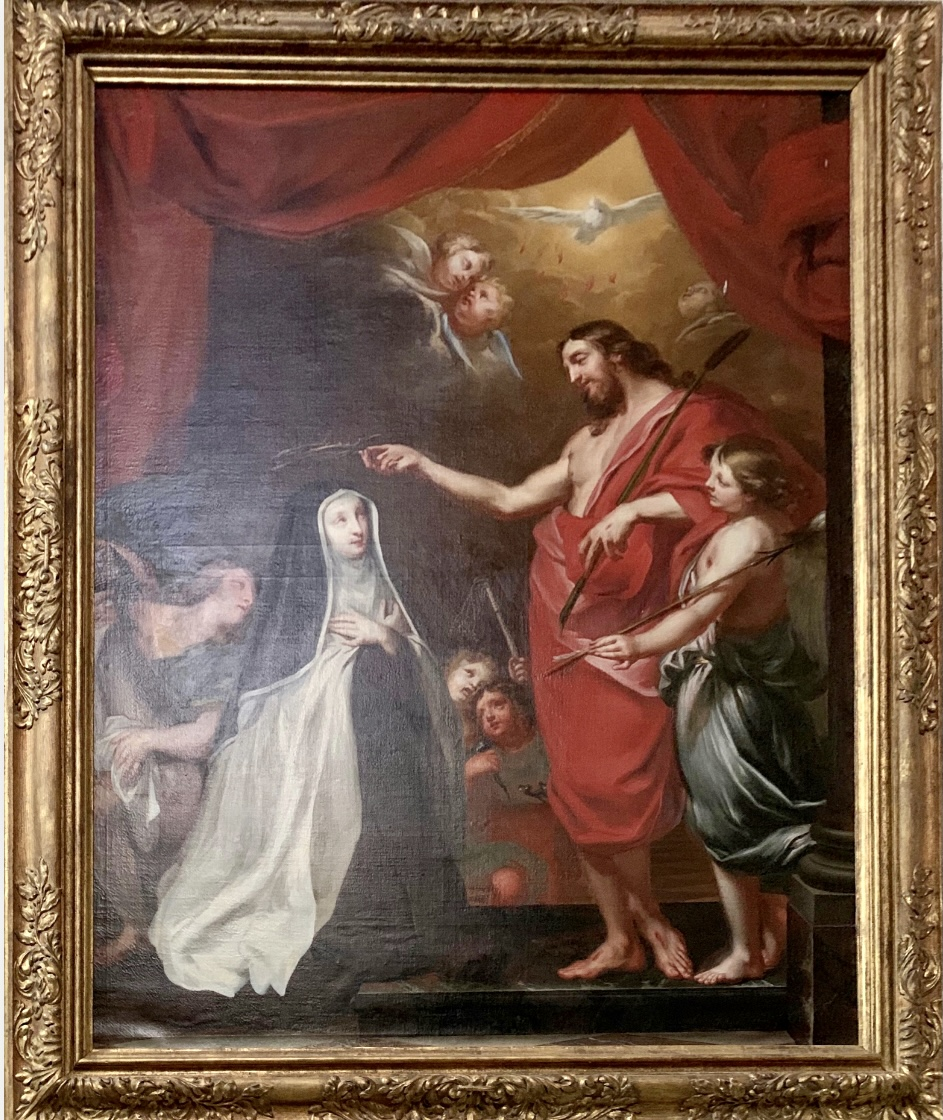
Louis de Nameur, Le Christ couronnant Thérèse d’Avila, peinture conservée à l’église de Saint-Épain.

Léon Greder écrit que Louis de Nameur a été un peintre d'une notoriété secondaire et qu'aucun de ses tableaux n'étaient conservés dans les musées français et étrangers. Il cite deux tableaux, celui de sa réception à l'Académie, Marsyas écorché par ordre d'Apollon déposé à l'École des beaux-arts, et un conservé dans l'église Saint-Gervais-Saint-Protais de Gisors, L’Immaculée Conception,.
Il est à noter qu’une composition de Louis de Nameur représentant Le Christ couronnant Thérèse d'Avila est conservée et visible à l’église paroissiale de Saint-Épain.